# 間宮 (給糧艦)

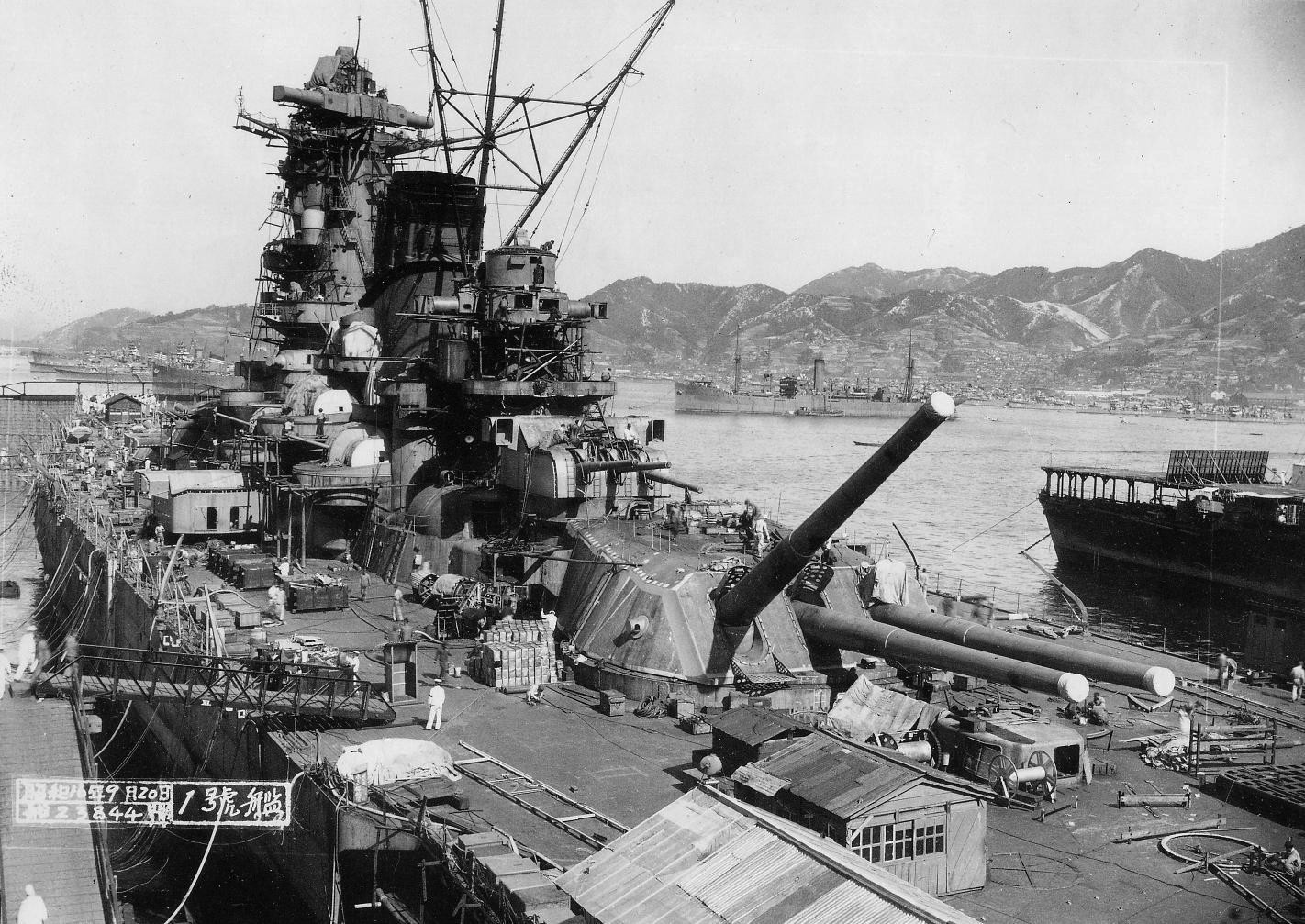
呉海軍工廠で最終艤装中の戦艦大和。（1941年9月20日）。画面中央やや上に三番砲塔越しに見えるのが間宮。画面右端は鳳翔。

間宮（まみや）は、日本海軍の給糧艦（運送艦）。
その艦名は、樺太の間宮海峡から採られた。
給糧艦とは艦艇に食糧を供給する補給艦のことである。

## 概要
八八艦隊計画内で能登呂型給油艦の1艦として予算が成立したが、海軍の強い要望で連合艦隊随伴用の給糧艦が1隻、その予算で建造された。それが間宮である。船体は商船構造とし、設計は川崎造船所に委託。設計は同社がかつて手がけた大阪商船の北米航路向け貨客船はわい丸（大阪商船、9,467トン）の設計を手直ししたものであり、就役当時の間宮は世界最大の給糧艦であった。1924年（大正13年）7月15日に竣工後、戦時、平時問わず日本海軍の補給の要として活動した。太平洋戦争終盤の1944年（昭和19年）12月下旬、アメリカ海軍の潜水艦シーライオンⅡの魚雷攻撃を受け沈没した。

## 艦型

### 食料供給
間宮は純商船式の船体に各種の倉庫・食料貯蔵および製造設備を持ち、平時には艦隊への、戦時には戦地への食料補給が期待された。
艦内の最新式の巨大な冷蔵庫・冷凍庫設備で肉、魚、野菜など18,000人の3週間分の食料を貯蔵できた。寄港先現地での調達も行い、当初は屠殺製肉設備もあったため、牛馬を生きたまま積み込んだのちに食肉加工し、保存しておくことも可能だった。またパンなどの一般的な食料だけではなく、こんにゃく、豆腐、油揚げ、麩などの日本固有の食品まで多くの加工食品を製造できた。これらの製造のために間宮の艦内には部屋ごとに分かれたキッチンが多数あり、それぞれに腕の立つ専門職人が乗船し、軍属として働いていた。軍属としての職人らの待遇は良かったとされている。大量の食料を扱うことから衛生面においても特別な配慮がなされており、他艦艇においては航海中は入浴・洗濯とも数日に1回、さらに風呂の湯は海水を用いるなど真水の節約に努めていたが、間宮では風呂でも洗濯でも真水をふんだんに用いることができた。
アイスクリーム、ラムネ、最中、饅頭などの嗜好品の製造でも知られるが、これらの製造能力は竣工当初には無かった（あるいは試験導入レベルにとどまる）もので、1928年（昭和3年）1月には当時の艦長である入江淵平がアイスクリーム、ラムネ、うどんの本格的な製造設備導入を具申している。この具申を受ける形で同年7月に出された海軍訓令「嗜好飲食品生産供給に関する件」を根拠に段階的に設備が導入され、概ね1933年（昭和8年）頃にはそれらの製造能力が整備されたとされる。
間宮が入港すると新鮮な食料が各艦に補給されるため、艦隊の酒保として非常に人気が高く、帝国海軍の中では最も有名な艦だったという。艦内で製造される羊羹は「間宮羊羹」として人気が高く、老舗羊羹店が海軍に納入した羊羹をさばくのに苦労した、などの話が伝わる。

### 補給量
1925年(大正14年)12月提出の報告書によれば以下の通り。

#### 倉庫容積
- 冷蔵庫
  - 牛肉庫:36,200立方フィート (1,030 m3)
  - 魚肉庫:7,062立方フィート (200.0 m3)
  - 生野菜庫:8,059立方フィート (228.2 m3)
  - 士官准士官庫:5,604立方フィート (158.7 m3)
- 船倉倉庫
  - 漬物・味噌・生麺麭・鶏卵:31,110立方フィート (881 m3)
  - 乾麺麭・缶詰・砂糖・その他:75,168立方フィート (2,128.5 m3)
  - 醤油庫:14,080立方フィート (399 m3)
  - 米・麦:71,545立方フィート (2,025.9 m3)
- 牛舎:活牛47頭分、19,010立方フィート (538 m3) *当時多くは野菜貯蔵室として使用
- 人夫室:50人分
- 本艦用石炭:1,700ロングトン (1,727 t)
- 補給用石炭:1,500ロングトン (1,524 t)
- 補給用重油:2,100ロングトン (2,134 t)
- 清水:830ロングトン (843 t)

#### 製造能力
- 豆腐:人夫4人で1日に150貫(0.563トン)、機械を使用すれば1日に200貫(0.75トン)
- 氷:1日に220貫(0.825トン)
- 洗濯:洗濯夫2名洗濯機1台で1日に1,386個(1925年7月実績)
- 麺麭焼(パン):麺麭夫4名の手こねで1日に150貫(0.563トン)

#### 貯蔵量
- 牛肉(冷蔵):30,000貫(112.5トン)、約500頭分
- 魚肉(冷蔵):4,300貫(16.125トン)
- 野菜(冷蔵):根野菜のみで11,000貫(41.25トン)、葉野菜のみで4,200貫(15.75トン)
- 漬物(自然通風):8,800貫(33.0トン)
- 味噌(自然通風):5,900貫(22.125トン)
- 生麺麭(自然通風):3,100貫(11.625トン)
- 鶏卵(自然通風):1,100貫(4.125トン)
- 米麦(自然通風):528,000貫(1,980トン)

## 運用
運送艦間宮はその性質上、巡航速度が非常に低速であったため艦隊に随伴せず単独に近い航行が多かったが、沈没は前線の将兵の士気に多大な影響を与えることから、駆逐艦側も厳重に護衛を行ったとされる。武装がささやかながら備わっていたが、平時は砲台のみが設置されており、砲本体は取り外し、陸上に保管することで食料等の搭載量を増やす運用を行っていった。
食糧補給以外にも訓練時に曳航標的船を搭載したり、分解した水上偵察機などの軍事物資の輸送に従事した。間宮固有の糧食配給艇も数隻搭載。これらの小型艇や物資積込み作業を行うため、上甲板前部に15トン重デリック、後部に20トン重デリックを装備している。医療施設のない小型艦艇の傷病者を受け入れる病院船としての役割も担った。また強力な無線通信設備を搭載し、艦隊の無線検知艦（無線監査艦）としても行動したため、間宮の艦長は通信のベテラン将校が多かったという。
泊地に停泊中、当艦の食料供給能力を利用し、士官室を使用して海軍兵学校同窓会の会場として使用されたこともある。

## 艦歴

### 建造経緯
1921年（大正10年）10月17日、神戸川崎造船所で加賀型戦艦1番艦加賀が進水した。
川崎造船所は、ただちに次の船の建造にとりかかる。だが同時期に開催されたワシントン海軍軍縮会議およびワシントン海軍軍縮条約により、1922年（大正11年）2月5日に加賀および天城型巡洋戦艦4番艦愛宕の建造中止が通達される。
加賀建造中止命令より間もない2月15日、建造予定の水雷母艦に長鯨、特務艦2隻に隠戸と間宮の艦名が与えられた。
9月15日、間宮と隠戸は艦艇類別等級表に運送艦として登録。間宮と隠戸は、いずれも神戸川崎造船所で建造することになった。各艦は建造中止の新造艦より機械や部品を流用することになっており、大正11年3月19日の段階で間宮に搭載予定ボイラー八缶のうち四缶は愛宕（巡洋戦艦）から、四缶は加賀（戦艦）からのものを搭載予定だった。
同年（大正11年）10月25日午前10時、間宮は神戸川崎造船所で起工された。当初、間宮は1923年（大正12年）10月31日の竣工を予定していた。前述のように、廃艦解体予定の加賀よりボイラー四缶を転用する計画だったがそのボイラーが届かず、1923年（大正12年）6月上旬進水の見込みが立たなくなった。加賀は1922年（大正11年）7月に特務艦富士によって横須賀に曳航され、そのまま同地で廃艦処分を待っていたのである。
1923年（大正12年）9月1日、横須賀海軍工廠で航空母艦へ改造予定の天城型巡洋戦艦1番艦天城が、関東大震災により大破する。修理不能となった天城の廃艦処分にともない、横須賀で処分保留状態だった加賀の空母改造が決定した。そこで天城搭載用ボイラーが浮いたため、天城の機関部を間宮に転用することになった。
同年10月26日午前8時、間宮は進水した。
12月1日、日本海軍は大谷四郎大佐（当時、通報艦満州艦長）を間宮艤装員長に任命した。
12月6日、神戸川崎造船所内に間宮艤装員事務所を設置する。
1924年（大正13年）7月12日、間宮艤装員事務所は閉鎖された。

### 竣工後
1924年（大正13年）7月15日、間宮は竣工した。大谷も間宮特務艦長（初代）となった。呉鎮守府籍。
10月25日、間宮特務艦長は大谷大佐から片山登中佐に交代する。間宮は翌年より連合艦隊に編入されて行動した。本艦は太平洋戦争以前の日本海軍において、ほぼ唯一の給糧艦だったため、修理、整備以外の全ての期間で連合艦隊の付属として食糧の補給任務に従事した。
1925年（大正14年）12月1日、片山登大佐（間宮特務艦長）は軍令部出仕となった、山口清七大佐（当時、給油艦早鞆特務艦長）が間宮特務艦長に任命された。
1926年（大正15年）11月1日、間宮特務艦長は山口大佐から藤沢宅雄中佐に交代した。
1927年（昭和2年）11月15日、間宮特務艦長は藤沢大佐から入江淵平中佐となる。
1928年（昭和3年）12月10日、入江大佐（間宮特務艦長）は軽巡阿武隈艦長へ転任。合葉庄司大佐が間宮特務艦長となる。
1929年（昭和4年）11月30日、合葉大佐（間宮特務艦長）は朝日特務艦長へ転任。後任の間宮特務艦長は小島謙太郎大佐。
1930年（昭和5年）11月15日、戦艦伊勢副長の藤森清一朗中佐は間宮特務艦長を命じられる。
1931年（昭和6年）12月1日、藤森大佐（間宮特務艦長）は朝日特務艦長に補職される。後任の間宮特務艦長は富田貴一大佐。
1932年（昭和7年）12月1日、富田大佐（間宮艦長）は軽巡由良艦長へ転任。加藤正大佐が間宮特務艦長に任命された。また、この時点での間宮副長は丸山茂富中佐から東郷実中佐（当時、戦艦榛名運用長）に交代した。東郷実中佐は、東郷平八郎元帥の二男である。
1933年（昭和8年）11月15日、間宮特務艦長は加藤正大佐から、鈴木義尾大佐（当時、第二艦隊参謀長）に交代した。東郷（間宮副長）は潜水母艦長鯨副長へ転じ、後任の間宮副長は藤井音四郎中佐となる。
1934年（昭和9年）5月25日、間宮特務艦長は鈴木大佐から佐々木清恭大佐に交代した。
11月15日、間宮特務艦長は、海軍艦政本部部員・海軍大学校教官・海軍省軍需局局員青柳宗重大佐に交代し、佐々木（前間宮艦長）は青柳の後任となる。
1936年（昭和11年）3月2日、間宮特務艦長は青柳大佐から、柿本權一郎大佐に交代した。
12月1日、間宮特務艦長は柿本大佐から、星野応韶大佐に交代した。
1937年（昭和12年）11月15日、戦艦榛名副長秋山門造中佐は間宮特務艦長に任命された。
1938年（昭和13年）12月15日、秋山中佐（間宮艦長）は呉海兵団副長兼教官に転じ、後任の間宮特務艦長は三坂直廉大佐となる。
1939年（昭和14年）12月15日、三坂（間宮艦長）は佐世保海軍軍需部総務課長へ転じ、後任の間宮特務艦長は野村留吉大佐となる。
1940年（昭和15年）10月11日、横浜港沖で行われた紀元二千六百年特別観艦式に参加。10月15日、間宮特務艦長は、野村大佐から田村保郎大佐に交代した。
1941年（昭和16年）7月1日、田村艦長は佐世保海軍通信隊司令兼佐世保通信部部員を命じられ、後任の間宮特務艦長は福吉保夫大佐（当時、横須賀海軍通信隊司令兼横須賀通信部部員）となる。
11月5日、萬膳三雄大佐は間宮特務艦長に任命される。間宮は萬膳艦長の元で太平洋戦争に突入した。

### 太平洋戦争
1941年（昭和16年）12月上旬の太平洋戦争開戦時、間宮（連合艦隊附属）はパラオに進出して糧食補給をおこない、しばらく南方作戦（蘭印作戦）に従事した。1942年（昭和17年）4月から内地とトラック泊地間を往復して補給任務に従事、その後も各地への食糧輸送に活躍した。
同年10月3日、間宮特務艦長は萬膳三雄大佐から大藤正直大佐に交代した。
1943年（昭和18年）以降アメリカ海軍潜水艦の活動により日本軍輸送船の被害は増えはじめ、間宮も輸送船団に加わって航海する機会が増えた。一例として同年5月21日、間宮以下輸送船6隻は駆逐艦3隻（駆逐艦春雨、駆逐艦大波、駆逐艦夕月〈第二海上護衛隊所属〉）に護衛され、トラック泊地から横須賀に帰投している。
それでも幾度か被害を受けた。
1943年（昭和18年）10月9日、第3009甲船団（間宮、朝風丸、北江丸、日威丸）は横須賀を出港し、トラックに向かった。駆逐艦追風（第二海上護衛隊）が護衛についていた。翌10月12日未明、父島の西南西300海里北緯28度30分 東経137度28分 / 北緯28.500度 東経137.467度地点でアメリカ潜水艦セロに発見される。セロは9,500トン級輸送船、6,000トン級輸送船および5,000トン級輸送船に対し魚雷を6本発射し、3つの命中を確認する。深深度潜航で爆雷攻撃に備えたのち、正午前の二度目の攻撃で、最初の攻撃で航行不能となった9,500トン級輸送船に対して魚雷を3本発射し、3本とも命中させたが沈む気配も何も起こらなかった。
この9,500トン級輸送船が間宮であり、被雷した間宮は航行不能となった。追風は間宮の周囲を警戒し、燃料補給のため小笠原諸島父島に立ち寄ったあと、間宮と朝風丸の護衛を続けた。追風が不在の間、駆逐艦潮（第7駆逐隊）が間宮を護衛した。
同日夜、連合艦隊司令長官古賀峯一大将の命令を受けた第十四戦隊司令官伊藤賢三少将は、トラック泊地を出発して上海市にむかっていた丁四号輸送部隊第二輸送隊（軽巡洋艦那珂、五十鈴、駆逐艦山雲、輸送船護国丸、清澄丸）より、軽巡五十鈴を派遣する。
10月15日正午、追風および潮に護衛され、間宮は速力4.5ノットで朝風丸（山下汽船、6,517トン）に曳航されて呉にむかった。
同日午後に間宮隊と合流した五十鈴は燃料不足となっており、1日だけ間宮を護衛した。徳山（瀬戸内海）で燃料補給中の16日午後、間宮警戒任務を解かれて上海にむかった。
一方の間宮は朝風丸（17日より潜水母艦迅鯨）に曳航され、水雷艇鷺や海防艦壱岐等に護衛されて航海を続け、19日呉に帰投した。
なお第十六戦隊（司令官左近允尚正少将）所属の軽巡洋艦大井は10月上旬シンガポールからアンダマン・ニコバル諸島への輸送任務に従事したあと、間宮被雷時および救援時（10月12日-16日）の時点で第十六戦隊僚艦（足柄、北上、球磨、敷波、浦波）と共に、マラッカ海峡のペナン島に停泊していた。
同年11月5日、第十一水雷戦隊司令官木村進少将指揮下の艦艇（伊勢、山城、雲鷹、龍田）等と共に輸送任務に従事していた空母隼鷹がアメリカ潜水艦ハリバットの雷撃で大破、重巡利根に曳航されて呉に帰投した。12月25日、長井満大佐（隼鷹艦長）は佐伯海軍航空隊司令へ転任する。それにともない、大藤大佐（間宮特務艦長）は間宮特務艦長と隼鷹艦長を兼務することになった。
1944年（昭和19年）2月21日、渋谷清見大佐は隼鷹艦長に任命される。隼鷹は戦線に復帰。大藤大佐は間宮特務艦長と隼鷹艦長の兼務を解かれた。
4月1日より、本艦はマリアナ諸島への輸送を目的とした松輸送に参加する（東松4号船団）。第2護衛船団司令官清田孝彦少将は白露型駆逐艦6番艦五月雨（第27駆逐隊）を旗艦とし、護衛艦10隻と間宮以下輸送船26隻（途中合流1隻を含む）を指揮して東京湾を出撃した。
4月3日午後、貨物船東征丸（岡田商船、2,814トン）がアメリカ潜水艦ポラックの雷撃で沈没した。同日には、貨物船はあぶる丸（大阪商船、5,652トン）も米潜水艦から雷撃されたものの、不発弾であった。
4月8日、間宮以下パラオ行輸送船団は護衛艦3隻（海防艦福江、第二号海防艦、第三号海防艦）と共に五月雨指揮下の本隊と分離、パラオに向かった。
4月13日、間宮以下のパラオ進出隊は、パラオに到着した。
4月18日、東松四号船団を護衛していた海防艦福江と第二号海防艦は第一海上護衛隊の作戦指揮下となり、ひきつづき間宮と行動を共にした。19日、パタ09船団部隊はパラオを出発した。4月27日、パタ09船団は台湾高雄市に到着した。
ここでタモ18船団が編成され、同27日に高雄を出発、翌日基隆市に到着した。
5月3日、間宮をふくめたタモ18船団は、ひきつづき海防艦福江等に護衛されて台湾基隆市を出発、門司にむかった。
航海中、タモ18船団部隊は男女群島近海でアメリカ潜水艦スピアフィッシュに発見される。スピアフィッシュは追跡を開始し、翌5月6日未明に魚雷攻撃を敢行、貨物船豊浦丸（日本郵船、2,510トン）が狙われた。最初に発見した魚雷は回避したが、続く2本の魚雷が命中。豊浦丸は北緯32度18分 東経127度11分 / 北緯32.300度 東経127.183度地点で沈没した。間宮も北緯32度12分 東経127度2分 / 北緯32.200度 東経127.033度地点で被雷したが、沈没は免れた。間宮は警備艦海威（元樅型駆逐艦の樫）に曳航され、佐世保に帰投した。
本艦修理中の6月10日、大藤（間宮艦長）は呉海軍港務部員を命じられ、佐世保海軍港務部長清水正心大佐が、港務部長と間宮特務艦長を兼務する。
8月29日、加瀬三郎大佐（軽巡洋艦北上艦長）が間宮特務艦長に任命される。
1944年（昭和19年）12月、間宮はサイゴンからマニラ方面へ糧食輸送に従事した。12月20日、海南島東方の南シナ海においてアメリカ潜水艦シーライオン に発見される。1937、シーライオンは魚雷を6本発射し、4つの命中を得た。間宮は航行不能となる。シーライオンは護衛艦の反撃を回避し、次回攻撃の準備を行った。2時間半後観測すると、間宮は依然として浮いていた。日付が変わって12月21日0032（日本時間、午前1時37分）、シーライオンは間宮に向けて魚雷を3本発射。うち2本が命中し、間宮は沈没した。凍てつく海に投げ出された船員のほとんどが低体温症のため命を落とし、救助された間宮の船員も次々と命を落とした結果、生還できたのはわずか6人だった。間宮を護衛していた第十七号海防艦は、23日になってカムラン湾に到着した。
1945年（昭和20年）2月10日、間宮は運送艦籍より削除。また帝国特務艦籍より削除された。

### 戦後
1983年（昭和58年）11月20日、間宮の生存者ら有志の手により間宮の慰霊碑が呉市の長迫公園に建てられた。間宮の建造から沈没までの犠牲者502柱が合祀されている。
2015年（平成27年）12月2日放送の歴史秘話ヒストリア『お菓子が戦地にやってきた～海軍のアイドル・給糧艦間宮～』で間宮が取り上げられ、間宮の生存者と戦死した船員の家族が出演した。
なお、この放送分の一部を再編集し新たに追加編集した形で、2022年(令和4年)8月15日放送のグレーテルのかまどの"給糧艦間宮のようかん"として放送、レシピを公開している。

## 艦長

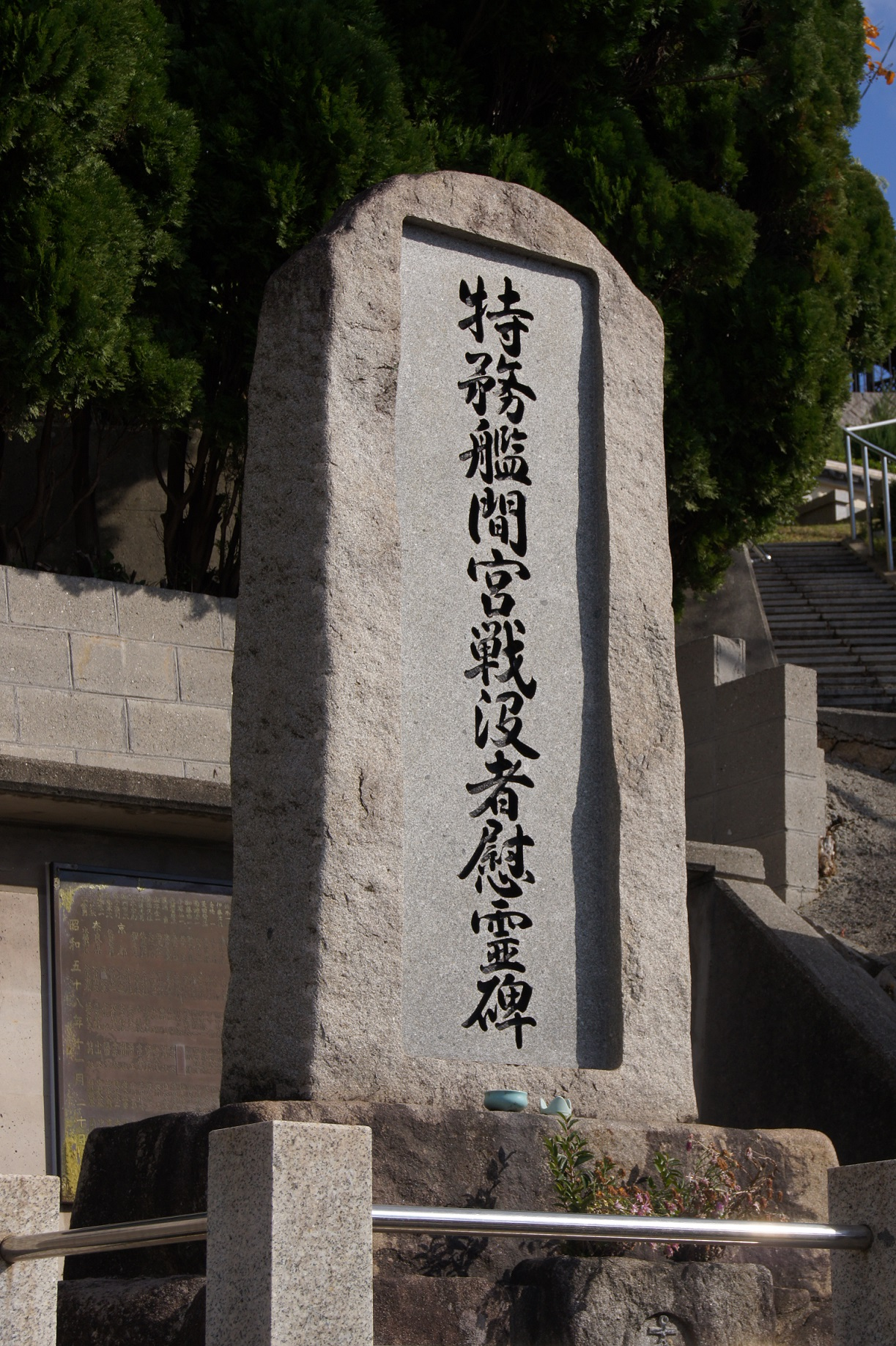
軍都・呉市の長迫公園（旧海軍墓地）にある、間宮の慰霊碑

※脚注なき限り『日本海軍史』第9巻・第10巻の「将官履歴」に基づく。
艤装員長
1. 大谷四郎 大佐：1923年12月1日[39] - 1924年7月15日[42]

特務艦長
1. 大谷四郎 大佐：1924年7月15日[42] - 1924年10月25日[43]
2. 片山登 中佐：1924年10月25日[43] - 1925年12月1日[46]
3. 山口清七 大佐：1925年12月1日[46] - 1926年11月1日[47]
4. 藤沢宅雄 中佐：1926年11月1日[47] - 1927年11月15日[48]
5. 入江淵平 中佐：1927年11月15日[48] - 1928年12月10日[49]
6. 合葉庄司 大佐：1928年12月10日[49] - 1929年11月30日[50]
7. 小島謙太郎 大佐：1929年11月30日[50] - 1930年11月15日[51]
8. 藤森清一朗 中佐：1930年11月15日[51] - 1931年12月1日[52]
9. 富田貴一 大佐：1931年12月1日[52] - 1932年12月1日[53]
10. 加藤正 大佐：1932年12月1日[53] - 1933年11月15日[54]
11. 鈴木義尾 大佐：1933年11月15日[54] - 1934年5月25日[55]
12. 佐々木清恭 大佐：1934年5月25日[55] - 1934年11月15日[59]
13. 青柳宗重 大佐：1934年11月15日[59] - 1936年3月2日[60]
14. 柿本権一郎 大佐：1936年3月2日[60] - 1936年12月1日[61]
15. 星野応韶 大佐：1936年12月1日[61] - 1937年11月15日[56]
16. 秋山門造 中佐/大佐：1937年11月15日[56] - 1938年12月15日[63]
17. 三坂直廉 大佐：1938年12月15日[63] - 1939年11月15日[64]
18. 野村留吉 大佐：1939年11月15日[64] - 1940年10月15日[66]
19. 田村保郎 中佐/大佐：1940年10月15日[66] - 1941年7月1日[69]
20. 福吉保夫 大佐：1941年7月1日[69] - 1941年11月5日[70]
21. 萬膳三雄 大佐：1941年11月5日[70] - 1942年10月3日[73]
22. 大藤正直 大佐：1942年10月3日[73] - 1944年6月10日[127]
23. （兼）清水正心 大佐：1944年6月10日[127] - 1944年8月29日[128]（本職：佐世保海軍港務部長）
24. 加瀬三郎 大佐：1944年8月29日[128] - 1944年12月21日 戦死、同日付任海軍少将[136]